# Florida Holocaust Museum

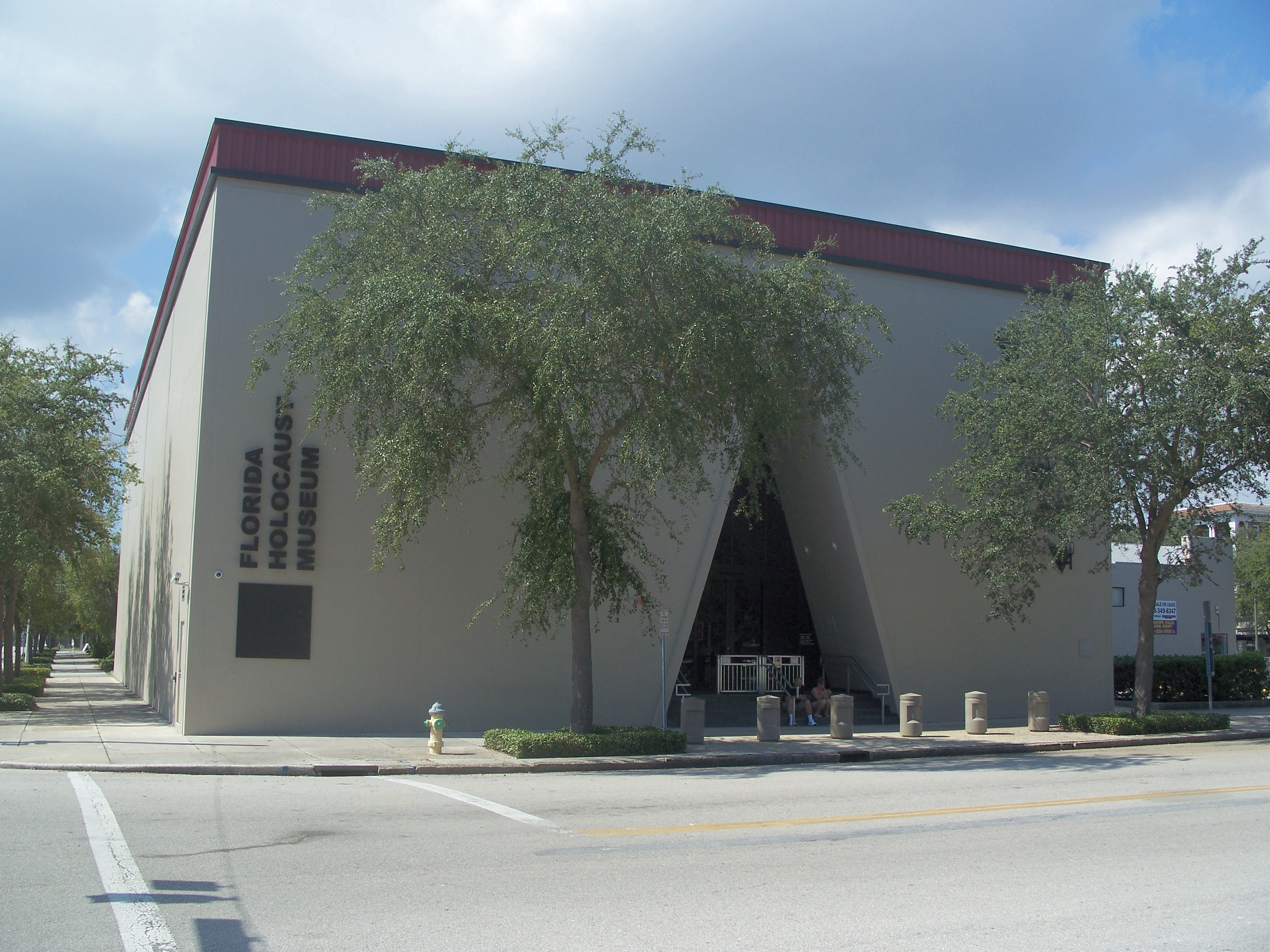
Florida Holocaust Museum

Das Florida Holocaust Museum ging aus einem kleinen Museum im „Jewish Community Center“ in Madeira Beach hervor und befindet sich seit 1998 in St. Petersburg, Florida. Heute ist das Florida Holocaust Museum das fünftgrößte Holocaust-Museum in den USA und das wichtigste im Südosten des Landes.
Der Gründer des Museums, Walter Lobenberg, ein Holocaustüberlebender aus Frankfurt/Main, konnte einen Original-Eisenbahnwaggon aus Polen erwerben. Dieses Artefakt stellt heute das Zentrum der Ausstellung dar. Der Beweis dafür, dass dieser Waggon tatsächlich im Holocaust dazu verwendet wurde um Zivilisten in die Konzentrationslager zu transportieren, wurde darin erbracht, indem ein europäischer Mädchenring aus den 1930er-Jahren zwischen den Holzplanken des Waggons gefunden wurde.
Das Florida Holocaust Museum besteht aus drei Stockwerken:
Das Erdgeschoss bildet die permanente Ausstellung, die sich mit der Geschichte des Holocausts befasst. Sie ist chronologisch aufgebaut und deckt im Prinzip die gesamte Zeit von der Weimarer Republik bis zu den Nürnberger Prozessen ab. Der Ausstellungsteil am Beginn befasst sich mit der Geschichte des Antisemitismus und am Ende der Ausstellung wird heutiger Rassismus angesprochen.
Der erste und zweite Stock beherbergt zahlreiche temporäre Ausstellungen. Der Großteil dieser Werke besteht aus Kunstausstellung, die sich mit dem Holocaust oder Holocaust verwandten Themen beschäftigen. Manchmal befinden sich dort aber auch historische Ausstellungen, wie zum Beispiel die Ausstellung „Humanity beyond barbed wire“, welche sich mit dem Leben der deutschen Kriegsgefangenen die in Florida gelebt haben beschäftigt. Diese Ausstellung wurde zum Großteil von Gerold Meininger vom Österreichischen Gedenkdienst zusammengestellt.
Ein weiteres wichtiges Standbein des Museums ist das Bildungsprogramm. Florida ist einer der wenigen US-Bundesstaaten, welche den Holocaust im Unterrichtsplan verankert haben. Das Florida Holocaust Museum spielt hierbei eine sehr wichtige Rolle. Koffer mit Unterrichtsmaterial werden kostenlos an Schulen im ganzen Land (Alaska und Hawaii ausgenommen) verliehen, und zahlreiche Schulgruppen werden im Museum empfangen. Auch Lehrer werden in regelmäßigen Ausbildungsabenden unterrichtet. Ein Sommerinstitut rundet dieses Angebot ab.
Das Florida Holocaust Museum zeichnet sich auch durch seinen engen Kontakt mit Holocaustüberlebenden und Weltkriegsveteranen aus. Bei jedem Besuch einer Schulgruppe spricht ein Holocaustüberlebender zu den Schülern. Da die Holocaustüberlebenden zunehmend älter werden, wird hierbei auch immer mehr auf Holocaustüberlebende der zweiten Generation zurückgegriffen.
Seit 1999 kann ein österreichischer Gedenkdienst im Museum abgeleistet werden.